# Oslofjord
L'Oslofjord (en français « fjord d'Oslo ») est un fjord du Sud de la Norvège, débouchant au large sur le détroit de Skagerrak, et au fond duquel se trouve la capitale du pays : Oslo. Il mesure 17 kilomètres de long pour un kilomètre de large au passage le plus étroit au niveau de la ville de Drøbak. Géologiquement, il correspond au rift d'Oslo.

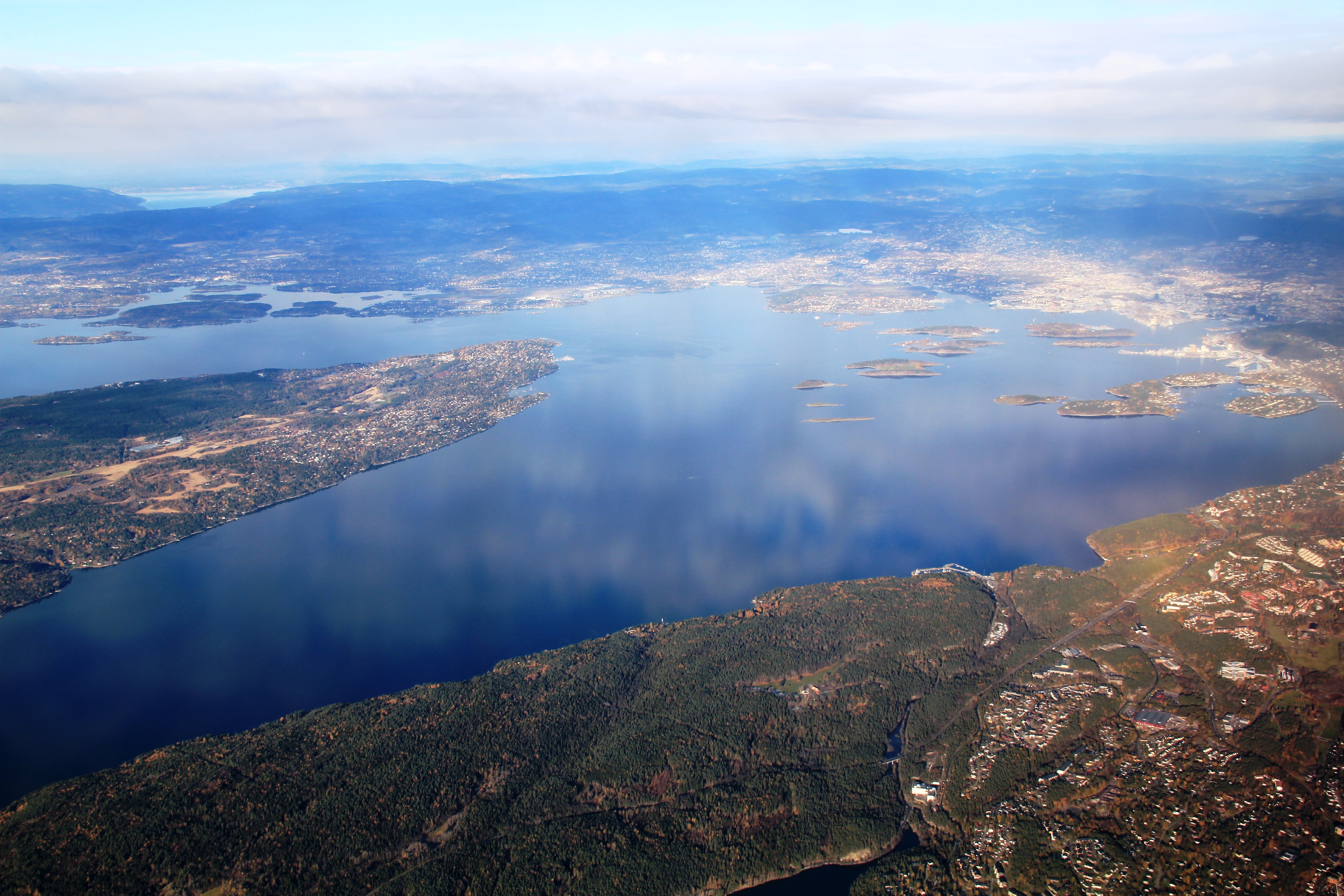
Vue aérienne du fjord et d'Oslo.
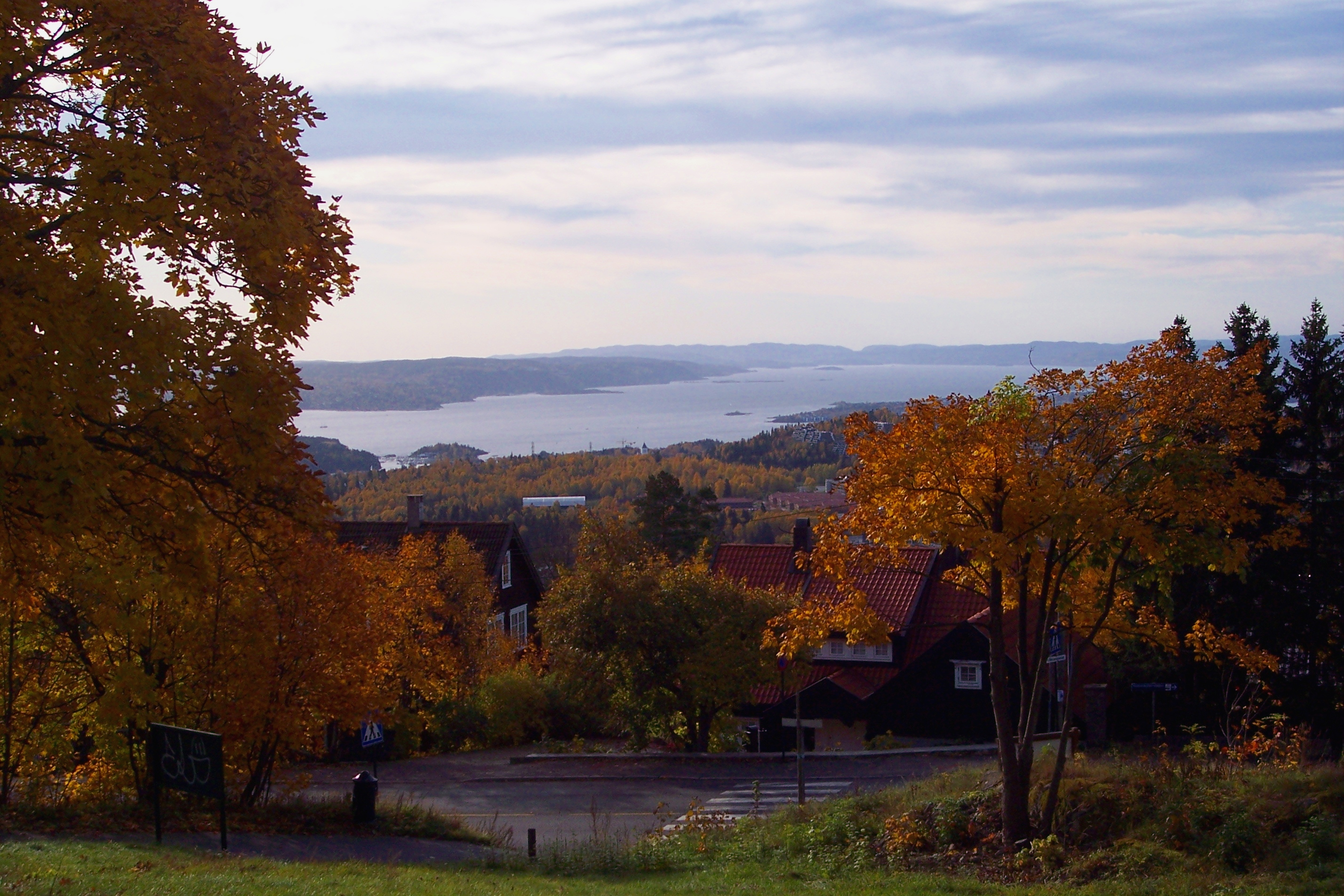
Vue depuis Holmenkollen.
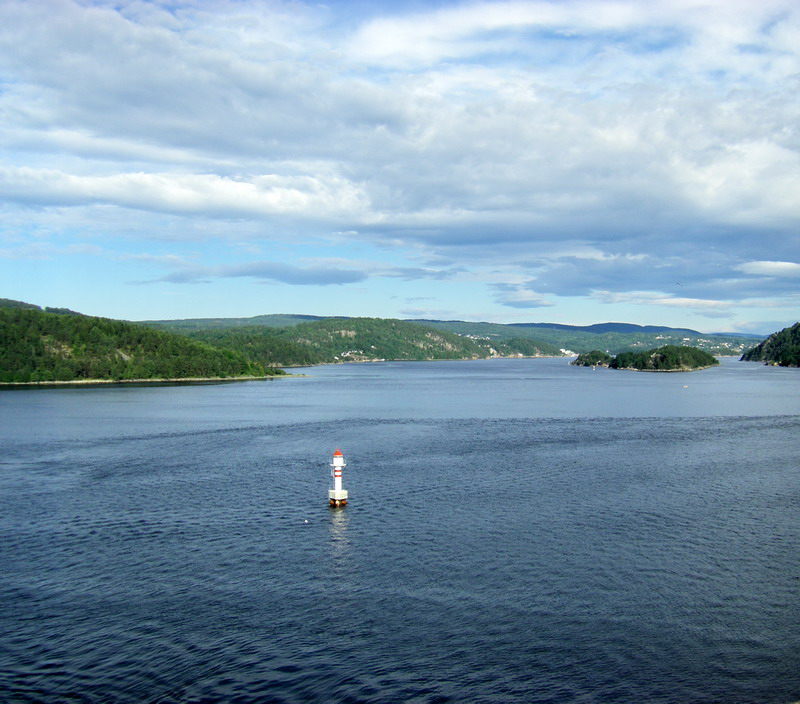
Le fjord à Drøbakgrunnen (sud d'Oslo).